# Yerko Ljubetic
Yerko Antonio Ljubetic Godoy (Vallenar, 20 de agosto de 1960) es un abogado y político chileno actualmente miembro del partido Frente Amplio. Ejerció como subsecretario del Trabajo de Chile desde 2000 hasta 2005, y luego como ministro de esa cartera entre 2005 y 2006, durante el gobierno del presidente Ricardo Lagos. Más tarde, en 2023 se desempeñó como consejero constitucional por la Región Metropolitana de Santiago.

## Biografía

### Vida personal
Nacido en Vallenar, es hijo de Jerónimo Vladimir Ljubetic Vargas y de Silvia Alicia Godoy Mueller, abogada. Está casado desde 1992 con María Cecilia Grez Jordan, psicóloga, con quien es padre de Carla, también psicóloga y vicepresidenta de la FEUC en 2016.
Egresó del Colegio Seminario Pontificio Menor, ingresando posteriormente a la Facultad de Derecho de la Universidad de Chile, donde llegó a ser presidente de la Federación de Estudiantes de la Universidad de Chile (1984), liderando así manifestaciones contra la dictadura militar del general Augusto Pinochet. En ese rol, fue detenido en seis ocasiones, y relegado a Dalcahue en 1982.

### Carrera política
Siendo militante del Partido Demócrata Cristiano (PDC), en el plebiscito de 1988 fue el coordinador del Movimiento Juvenil por el No y posteriormente participó en la campaña del también DC Patricio Aylwin a la presidencia de la República.
Trabajó como asesor jurídico del Colegio de Profesores y de la Central Unitaria de Trabajadores (1988-1990), como abogado del Centro de Investigación y Asesoría Sindical (1991-1994), como jefe del Departamento de Organizaciones Sindicales de la Dirección del Trabajo (1994-1995) y como jefe del Departamento de Fiscalización de la Dirección del Trabajo (1996-2000). Fue subsecretario del Trabajo desde el año 2000.
Tras la renuncia del ministro del Trabajo y Previsión Social, Ricardo Solari, para colaborar en la campaña presidencial de su compañera de partido, la socialista Michelle Bachelet en 2005, fue designado ministro por el presidente Ricardo Lagos, tomando el cargo el 25 de abril de 2005.
Dejó el Gobierno junto a él el 11 de marzo de 2006.
Asumió luego como director de la Corporación ProyectAmérica y fue miembro, a pedido de Bachelet, de la Comisión de Equidad Social.
En diciembre de 2009 perdió la contienda abierta para representar al Distrito 31 en la Cámara de Diputados.
Renunció a su militancia en el PDC en noviembre de 2013, con el fin de apoyar la candidatura a diputado por Ñuñoa-Providencia del exdirigente estudiantil Francisco Figueroa, de la Izquierda Autónoma. Luego del quiebre de dicha organización se sumó al Movimiento Autonomista, que poco después terminaría integrándose al partido Convergencia Social, del cual Ljubetic ejecrció como presidente de su Tribunal Supremo entre 2020 y 2022.
En la actualidad dicta clases de Derecho del Trabajo en la Universidad Central de Chile y es candidato en las Elecciones de Consejeros Constitucionales.

## Historial electoral

### Elecciones parlamentarias de 2009
- Elecciones parlamentarias de 2009, para el Distrito 31, Alhué, Curacaví, El Monte, Isla de Maipo, María Pinto, Melipilla, Padre Hurtado, Peñaflor, San Pedro y Talagante[14]

### Elecciones de consejeros constituyentes de 2023
- Elecciones de consejeros constitucionales de 2023, para la Circunscripción 7 (Región Metropolitana)[15]